# Berati kongresszus (1922)
A berati kongresszus (albán Kongresi i Beratit) az albán nemzetiségű görögkeleti kongregációk képviselőinek 1922. augusztus 10-e és szeptember 12-e között a dél-albániai Berat városában megtartott kongresszusa volt, amelynek záródokumentumában kihirdették a konstantinápolyi patriarkátustól független albán ortodox egyház önállóságát.

## Előzmények
A görögkeleti felekezetű albánok és az egyházszervezet közötti feszültségek a 19. században különösen élessé váltak. Az egyházi szervezetet görög nemzetiségű papokkal töltötték fel, akik létüket veszélyeztető fenyegetésként érzékelték az ébredező igényt, hogy albán lakta területeken a liturgia nyelve az albán legyen. A nemzeti mozgalomban részt vevő albánokat az egyház kiátkozta. Albán körökben korán megfogalmazódott a különálló albán egyház létjogosultsága, de az események csak akkor gyorsultak fel, s éppen az amerikai albánság körében, amikor 1907-ben egy massachusettsi görög pap megtagadta egy ortodox albán temetési szertartását. 1908-ban Fan Noli, az abban az évben felszentelt fiatal ortodox pap elsőként celebrált albán nyelvű misét Bostonban, s 1919-ben az amerikai albán ortodox egyház első püspöke lett. 1909-ben Korçában megalakult az Albán Ortodox Liga, amelynek célja az albán nyelvű liturgia, az egyházi iskolákban az albán nyelvű tanítás bevezetése, vagy ha ez nem vihető végbe, az albán egyház elszakadása volt. Az anyaországban azonban tovább nőttek a feszültségek, s csak az első világháború után, az ország politikai konszolidációját követően nyílt lehetőség a tényleges cselekvésre.

## A kongresszus és utóélete
Fan Noli kezdeményezésére és az albán kormány szervezésében a görögkeleti albán kongregációk képviselői 1922. augusztus 10-én gyűltek össze a dél-albániai Berat városában, hogy döntést hozzanak egyházuk jövőjéről. A tanácskozás során az alábbi pontokat fogadták el és hirdették ki az esemény zárónapján, szeptember 12-én:
- Az albán ortodox egyház teljes mértékben független a konstantinápolyi patriarkátustól.
- Az albán ortodox egyház területi-egyházi közigazgatási szempontból négy eparchiára oszlik; ezek a durrës-tiranai, berati, gjirokastrai és korçai püspökségek.
- Az albán ortodox egyház liturgikus nyelve az albán.
- Korçai székhellyel, Vasil Marko exarcha vezetésével  megalakul az egyház igazgatótanácsa, amelynek feladata egy alkalmas metropolita személyének ajánlása a felállítandó szinódus felé.[3]

A fenti pontok kihirdetésével egyidejűleg azonban csak három püspököt tudtak kinevezni: Fan Nolit a tirana–durrësi, Kristofor Kisit a berati, Jerótheosz exarchát pedig a korçai püspökség élére, egyszóval a kongresszus a szinódus megalakításának feladatát nem végezte el. Ugyanakkor Korça, Gjirokastra és Berat görög nemzetiségű püspökeit kiutasították az országból.
Az albán ortodoxok még a kongresszus idején tárgyalásokat kezdeményeztek IV. Meletiosz konstantinápolyi pátriárkával. Meletiosz eleinte kedvezően fogadta az albánok cselekvési tervét, és Beratba küldte Jerótheosz exarchát, hogy teljes felhatalmazással képviselje a konstantinápolyi egyházat, egyúttal működjék közre az albán egyház alapokmányának megszövegezésében. A száműzött korçai és gjirokastrai püspökök befolyására azonban hamarosan megváltozott a hozzáállása, és egy küldöttség Konstantinápolyba menesztését kérte az albán ortodoxoktól, hogy a kiválás feltételeiről megegyezzenek. Vasil Marko vezetésével a delegáció meg is érkezett a Boszporusz partjára, a tárgyalások azonban megrekedtek, egyezség nem született. Az éles helyzetben Marko közölte a pátriárkával, hogy ők csupán áldást kérni jöttek, s nem azért, hogy a Beratban megszületett döntést bármiféle egyezség tárgyává tették. Félő volt az azonnali egyházszakadás, így Meletiosz visszakozott, kifejezte hajlandóságát a megegyezésre, de még tizenöt évnek kellett eltelnie ahhoz, hogy Konstantinápoly 1937-ben végül elismerje az albán egyház függetlenségét. Maga a szinódus csak 1929. február 12-én tudott megalakulni, I. Zogu személyes közbenjárására.